# Bánovce nad Bebravou
Bánovce nad Bebravou (niem. Banowitz, węg. Bán) – niewielkie, przemysłowe miasto na Słowacji w kraju trenczyńskim; ośrodek administracyjny powiatu Bánovce nad Bebravou. W 2011 roku miasto liczyło około 19,5 tys. mieszkańców.
Składa się z pięciu części: Bánovce nad Bebravou, Biskupice, Dolné Ozorovce, Horné Ozorovce, Malé Chlievany.

## Historia
Osadnictwo na terenie Bánovec nad Bebravou rozpoczęło się w epoce brązu. Pierwsza pisemna wzmianka o nich pochodzi z 1232. Według podania założone przez kolonistów z Moraw. W 1376 otrzymały status wolnego miasta królewskiego. W średniowieczu stały się ważnym ośrodkiem rzemieślniczym. W 1633 zostały złupione przez Turków. Pierwsza szkoła podstawowa w mieście powstała w XVII wieku.
W drugiej połowie lat 50. XX w. w mieście wybudowano zakład produkcji ciężkich pojazdów samochodowych, włączony 1 stycznia 1958 r. w skład firmy Tatra. Jego zadaniami była pierwotnie produkcja podwozi ciężkich pojazdów samochodowych i schyłkowa produkcja samochodu ciężarowego Tatra 111, a wkrótce produkcja nowego modelu ciężkiego ciągnika Tatra 141. W latach 1967–1982 produkowano w nim różne wersje (w tym jako podwozia ciężkich pojazdów wojskowych) tu zaprojektowanego i wysoko ocenianego modelu Tatra 813, a później niektóre wersje jego następcy, Tatry 815. Od 1 kwietnia 1970 r. do 1 października 1990 r. fabryka działała jako samodzielny zakład koncernu Tatra. Po zmianie ustroju i prywatyzacji zakład funkcjonował pod markami VAB a.s. i Tatra-Sipox. Po całkowitym upadku produkcji podwozi samochodowych (początek l. 2000) na terenach dawnej Tatry funkcjonuje obecnie (koniec 2017 r.) park przemysłowy Kord Slovakia (tzw. Majského park), skupiający ponad 40 firm o różnych profilach produkcji (głównie branża metalowa), zatrudniających łącznie ok. 3500 osób. Poza tym funkcjonują tu m.in. zakłady "Eterna" i "Zornica" (przemysł tekstylny), "Gabor" (niemiecka firma obuwnicza), "Milsy" (produkcja wyrobów mlecznych), a od 2003 r. firma Hella Slovakia Signal-Lighting s.r.o. (produkcja elementów i zespołów oświetleniowych do pojazdów samochodowych).

## Zabytki
- Kościół pw. Św. Mikołaja na cmentarzu Na vŕštku - pierwotnie gotycki, murowany, z przysadzistą wieżą na osi, kryty gontem. Jego początki niektóre źródła cofają do XIII w., choć bardziej realne jest datowanie go na początek wieku XV. Przebudowany w XVII w. w duchu renesansu, a następnie baroku w wieku XVIII (zmiany dotyczyły głównie wnętrza). Po wybudowaniu nowego kościoła parafialnego (p. niżej) niszczał i dopiero w 1989 r. doczekał się gruntownej renowacji[8].
- Kościół parafialny pw. Świętej Trójcy na rynku - murowany, pierwotnie klasycystyczny z 1802 r. Został w zasadzie obudowany na nowo po zbombardowaniu go przez Niemców we wrześniu 1944 r.